# Blackburnium kirbyi
Blackburnium kirbyi är en skalbaggsart som beskrevs av Bainbridge 1841. Blackburnium kirbyi ingår i släktet Blackburnium och familjen Bolboceratidae. Inga underarter finns listade.